# Bertram Karl Steiner
Bertram Karl Steiner (* 1948 in Neunkirchen, Niederösterreich) ist ein österreichischer Kulturjournalist und Autor, der in Kärnten arbeitet. 

## Leben
Bertram Karl Steiner wurde 1948 als einziger Sohn vom österreichischen Künstler Karl Steiner (Künstler, 1902) und Marianne Singer in Neunkirchen in Niederösterreich geboren und studierte Geschichte und Romanistik an der Universität Wien. Nach dem Studium hatte er einen Lehrauftrag für österreichische Landeskunde an der Universität Brest. Er schrieb als Chef des Kulturressorts für die Kärntner Tageszeitung. Er übersetzt aus dem Französischen ins Deutsche. Steiner hat eine Reihe von landeskundlichen Büchern geschrieben und hat an Ausstellungskatalogen für Ute Aschbacher, Gabriele Schurian und Zoran Mušič mitgewirkt.
Im Jahr 2010 erhielt Steiner den Einspieler-Preis, der das Eintreten für die slowenische Volksgruppe in Österreich würdigt. Laut Steiner zeige sich die produktive literarische Spannung der Zweisprachigkeit bei der 2011 mit dem Bachmann-Preis ausgezeichneten Maja Haderlap.

## Schriften
- mit Michael Leischner: Slowenien : Tochter aus Elysium : Begegnungen im Zwischenreich, Klagenfurt: Mohorjeva, 2009
- mit Ferdinand Neumüller: Venedig  : Venexia - eine Hörigkeit ; mit kulinarischen Tipps aus der Serenissima , Klagenfurt: Verl. Carinthia, 2003
- mit Ferdinand Neumüller: Triest : der Geschmack einer Stadt : mit Rezepten von Ami Scabar, Klagenfurt: Verl. Carinthia, 2000
- Kärnten. Das Heimatbuch. Unterirdische Begegnungen, Klagenfurt: Hermagoras 1999
- mit Erwin Hirtenfelder: Tatort Kolig-Saal: 1929 – 1999, ein Kulturskandal, Klagenfurt : Verl. Carinthia, 1999
- Servus Fleisch : Roman, Klagenfurt: Hermagoras 1997